# Åke Julin
Åke Leif Julin (Stoccolma, 13 ottobre 1919 – Danderyd, 25 settembre 2008) è stato un pallanuotista e nuotatore svedese che ha partecipato alle Olimpiadi estive del 1948 assieme al fratello Rolf, e del 1952, gareggiando nel torneo di pallanuoto.
Era il figlio del pallanuotista olimpionico Harald Julin.